# Entonación (música)
Entonación, en música, se refiere a la percepción correcta del músico respecto a una altura, o bien, a la capacidad de un instrumento de producir correctamente las alturas.

## Cuerdas
En instrumentos de cuerda, la entonación es también una preocupación al igual que en otros instrumentos. Debido a que muchos instrumentos de cuerda pueden desafinar, si un dedo es demasiado alto o demasiado bajo por aún un milímetro, la nota estará fuera de la melodía. El proceso de obtención de una buena entonación suele tardar muchos años de preparación y podría decirse que es la parte más difícil de aprender en un instrumento de cuerda.

## Entonación de traste
Los instrumentos con trastes como guitarras requieren la compensación especial sobre la sillín y la tuerca.
Cada vez que una cuerda es trasteada, también se estira. A medida que la cuerda se estira, se nota cada aumento de tono. Por lo tanto, todos los tonos que se trastean se parecen a un sonido agudo. Sin embargo, con la posición derecha del sillín y las colocaciones exactas de los trastes, al trastear todos los apuntes tocarán agudos por la misma cantidad.
Con el derecho de compensación de frutos de cáscara, el tono de la unfretted (es decir, abrir) las cadenas se incrementará la misma cantidad que señala el fretted hacer (porque de la correcta posición de silla). Por lo tanto, estos ajustes en combinación con la reducción de la tensión de la cuerda de la que se requiere de un unfretted instrumento permitirá a todos los tonos para ser exactos.
Con la compensación de tuerca derecha, el tono de los cuerdas trasteadas (p. ej., abierto) se elevarán la misma cantidad que los notas trasteadas hacen (debido a la posición del sillín apropiado). Así, estos ajustes combinados con la reducción de la tensión de la cuerda de la que se requiere un instrumento trasteado permitirán a todos los tonos para ser exactos.

## Concepto semiótico
Es un concepto que se hizo cargo de la musicología en el área lingüística. En la musicología Soviética esto es usado para los objetivos del concepto de Boris Asafiev de la naturaleza de entonación de la música. La entonación (интонация, "intonatsia") es buscado como base de la expresión musical y la expresión musical razonable cuál monedas al mismo tiempo las peculiaridades de diferente nacional o el personal estiliza. Las bases de la entonación se sentó en la doctrina de musicólogo ruso Boleslav Javorsky (1877-1942) y fueron desarrollados por Asafiev.

## Enlaces
- Konrad Schwingenstein: Intonation of stringed instruments with straight frets ,Entonación de instrumentos de cuerda con trastes directos
- Malcolm H Brown: The soviet russian concepts of "intonazia" and "musical imagery", Los conceptos soviéticos rusos de "intonazia" " e imágenes musicales "
- Karen Pegley: Censored Musical Messages, Mensajes Censurados Musicales
- N Mahoney: Intonation on the Classical Guitar , Entonación sobre la Guitarra Clásica Archivado el 13 de junio de 2020 en Wayback Machine.

- Datos: Q1343038